# Eurytoma arctica
Eurytoma arctica är en stekelart som beskrevs av Thomson 1876. Eurytoma arctica ingår i släktet Eurytoma och familjen kragglanssteklar. Arten är reproducerande i Sverige. Inga underarter finns listade i Catalogue of Life.